# 東方栗腹鳾
，是雀形目䴓科的一种鸟类。该物种的模式产地在印度大吉岭。

## 特征
栗腹䴓体重约19.62克，翼长约80.6毫米，嘴峰长约19.7毫米，喙宽度约4.3毫米，喙厚度约4.2毫米，跗蹠长约18.6毫米，尾长约43.6毫米。栗腹䴓在其分布区内为留鸟，其栖息在密集的高大树木组成的森林中，食性为肉食性，主要食物来源是陆生无脊椎动物。

## 亚种
- ：分布于喜马拉雅山西麓（巴基斯坦至尼泊尔东部）。
- ：分布于阿萨姆邦东部至阿萨姆邦和邻近的缅甸西北部。
- ：分布于滇南至泰国北部、越南北部、老挝北部和中部。
- ：分布于喜马拉雅山脉东部（尼泊尔东部至云南西北部和西藏东南部）。[5]